# Музыкальная психология
Музыка́льная психоло́гия (нем. Musikpsychologie, англ. Music psychology) — научная дисциплина, которая занимается изучением различных психологических аспектов музыкального языка и строения музыкальных произведений, а также исследует закономерности психологического восприятия музыки и её воздействия на различные структурные компоненты человеческой психики.

## Научная специфика
Музыкальная психология является наукой междисциплинарной, относящейся одновременно и к области музыкознания, и к области прикладной психологии. Поэтому к разработкам в сфере музыкальной психологии могут быть, например, отнесены в том числе и различные профильные исследования в области музыкальной акустики, психоакустики, нейропсихологии восприятия, психофизиологии слуха и движения, эстетики, культурологии, педагогики и т. д. 

Основными направлениями научных исследований в области музыкальной психологии являются следующие:
- психология музыкальных способностей;
- психология музыкального слуха;
- психология восприятия музыки;
- психология музыкального творчества;
- психологические аспекты музыкальных явлений.

## История возникновения и развития
Проблематика музыкальной психологии как таковая рассматривалась на всех этапах развития музыкального искусства, начиная со времён ранней античности.
Значительный интерес, с точки зрения развития музыкальной психологии, представляет возникшая в  Эпоху барокко Теория аффектов, основными разработчиками которой явились Иоганн Кванц, Марен Мерсенн, Афанасий Кирхер, Иоганн Вальтер, Клаудио Монтеверди, Иоганн Маттезон, Джованни Бонончини и Христиан Шпис. Согласно Теории аффектов, цель композиторского творчества — возбуждение аффектов, за группами которых закреплялись определённые музыкальные стили и другие средства композиторского письма. По мысли Афанасия Кирхера, передача аффектов не сводилась к каким-либо сугубо ремесленническим техникам, а являлась неким магическим действом по управлению «симпатией», «возникающей между человеком и музыкой». Магии специально обучились многие композиторы той эпохи, включая и крупнейшего из них — Клаудио Монтеверди.
Как самостоятельная научная дисциплина музыкальная психология начала оформляться с середины XIX века. Основным толчком для этого послужили исследования в области экспериментальной психофизиологии и непосредственным образом связанная с указанными исследованиями разработка научной теории музыкально-слухового восприятия, которая в законченном виде была сформулирована в трудах Германа Людвига Фердинанда фон Гельмгольца. Гельмгольц разработал резонансную теорию слуха, согласно которой слуховые ощущения возникают у человека благодаря резонированию внутренних органов слуха в ответ на внешние воздействия. Ещё одной новаторской идеей Гельмгольца явилось положение о том, что единичный звук представляет собой своего рода аккорд, звучание которого основано на вполне определённых законах акустики. В своей «теории консонанса и диссонанса» многие важные явления из области психоакустики Гельмгольц объяснял возникновением биений между частичными и комбинационными тонами: наибольшее количество таких биений наблюдается в диссонирующих интервалах (секундах, тритонах, септимах), наименьшее — в консонирующих (октавах, квинтах).
Исследования Гельмгольца затрагивали различные научно-практические вопросы, связанные с проблемами восприятия, творчества, диагностики способностей, методики музыкального воспитания, что дало мощный толчок развитию почти всех направлений музыкальной психологии. 

Многие идеи Гельмгольца были затем подхвачены, а его наработки творчески осмыслены в трудах К. Штумпфа, О. Абрахама, М. Мейера, Э. Маха.

Карл Штумпф рассматривал музыку как уникальный феномен культуры, и поэтому результатам опытов, проводимых натренированными в интроспективном анализе сознания психологами (школа В. Вундта), в качестве заслуживающих большего доверия он противопоставлял свидетельства экспертов-музыкантов.

Одним из главных понятий психологии звука Штумпфа является «сплавление» звуков: множественность звуков, которые образуют в сознании слушателей единое, цельное созвучие. При таком подходе диссонанс рассматривается в качестве «индивидуации» звуков из этого единства.

Штумпф внёс самый крупный после Гельмгольца вклад в исследования психологической акустики. Но, в отличие от Гельмгольца, Штумпф выступал против «объективных методов» исследования, декларируя таким образом идею невозможности жесткого различения между физическими и психическими явлениями, что предполагало необходимость изучения в области психоакустики целостных психо-физических комплексов.

К. Штумпф заложил основы концепции «двух компонент высоты музыкального звука», согласно которой, с изменением одного физического параметра звука — частоты его колебаний — одновременно изменяются два психологических признака звука — его тембр и высота.
В развитие музыкальной психологии значительный вклад внесли также В. Вундт (обогативший музыкальную психологию использованием методологического инструментария экспериментальной психофизиологии), В. Кёлер (привнёсший в музыкальную психологию основополагающие принципы гештальтпсихологии), Г. Ревес (основательным образом исследовавший феномен музыкальной одарённости) и другие известные учёные.
Различные вопросы и проблемы, связанные, в первую очередь, с психологией музыкального восприятия и  музыкального слуха, были затем основательно разработаны также и в трудах таких известных советских музыковедов и психологов как Б. В. Асафьев, С. Н. Беляева-Экземплярская, Б. М. Теплов, В. В. Медушевский , Е. В. Назайкинский, Т. С. Тарасов, Л. Л. Бочкарев, Б. Л. Яворский, Ю. Н. Тюлин,  Л. А. Мазель, М. В. Блинова, Е. А. Мальцева, Н. А. Гарбузов, А. А. Володин, Ю. Н. Рагс. Первые учебники по музыкальной психологии для студентов консерваторий и вузов искусств и культуры написаны Бочкарёвым Леонидом Львовичем (Психология музыкальной деятельности — Изд. института психологии РАН,1997, 352 с.; переиздана Изд. домом «Классика-ХХ1» в 2006, 2007, 2008 гг.), Петрушиным Валентином Ивановичем (Музыкальная психология - М, 2004 г.); Готсдинером Арнольдом (Ароном) Львовичем (Музыкальная психология - М, 2003); Цыпиным Г. В. Психология музыкальной деятельности - М, 2004; Овсянкиной Галиной Петровной (Музыкальная психология — СПб, 2004); Старчеус Мариной Сергеевной (Музыкальная психология - М, МГК,1999; Музыкальный слух — Докт. дисс. — М, 2005).

## Основные области применения
Музыкальная психология представляет научный и практический интерес в нескольких аспектах: 

— в педагогическом, который затрагивает вопросы воспитания и обучения музыкантов;

— в музыковедческом, который, в первую очередь, связан с проблемами отражения в музыке действительности и показа процесса становления в музыкальном произведении художественного смысла;

— в социолого-психологическом, который имеет отношение к различным закономерностям бытования музыки в общественном сознании;

— в собственно психологическом, который интересует учёных с точки зрения наиболее общих задач изучения психики человека, его эстетических потребностей и творческих проявлений.

В сугубо музыковедческом плане область применения музыкальной психологии охватывает все виды музыкальной деятельности: сочинение музыки, исполнение музыки, восприятие музыки, музыкально-теоретический анализ, музыкальное воспитание.